# 1465

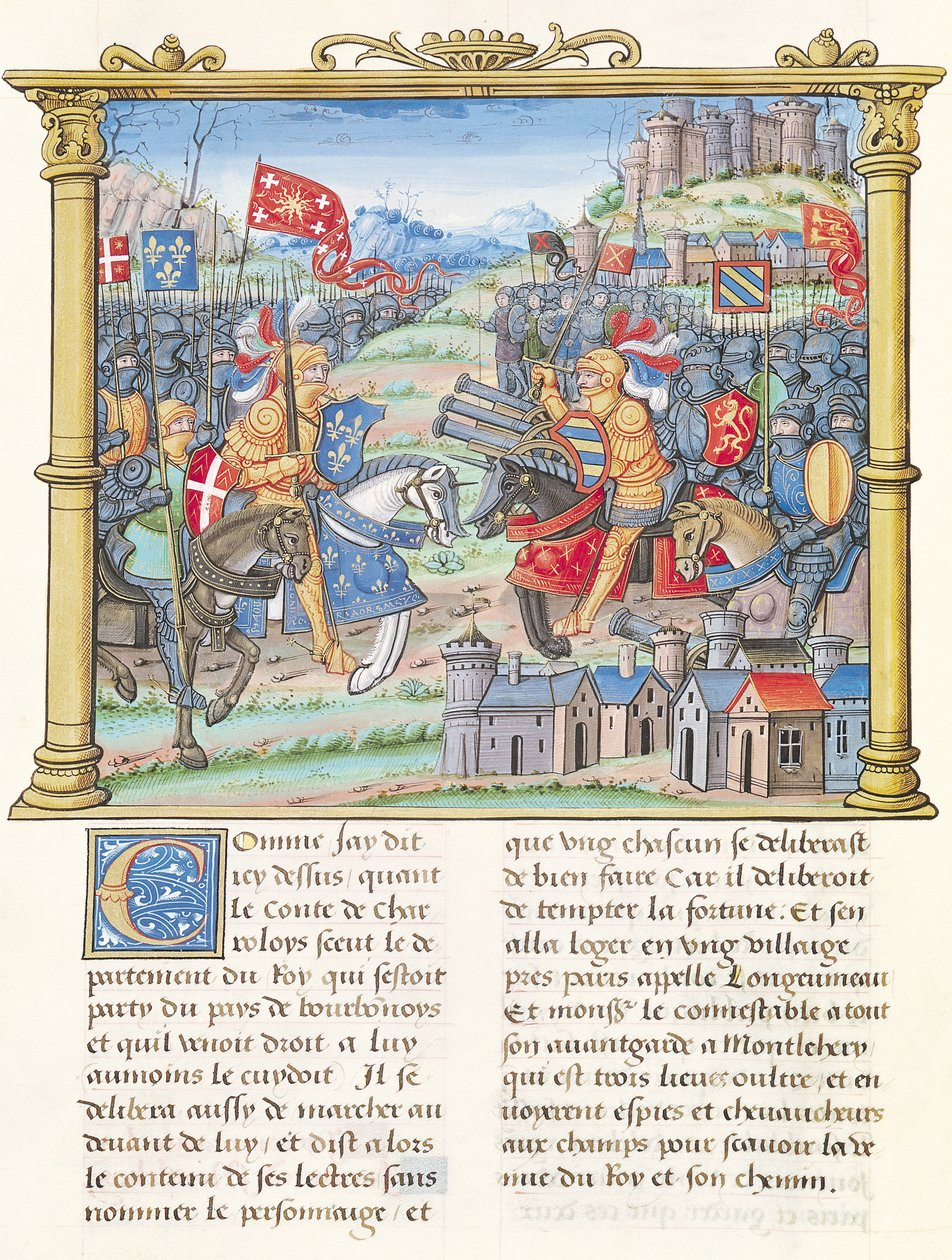
Slag bij Montlhéry

Het jaar 1465 is het 65e jaar in de 15e eeuw volgens de christelijke jaartelling.

## Gebeurtenissen
januari
- 19 - Willem VIII van Monferrato huwt Marie de Foix.
- januari - Adolf van Egmond zet zijn vader Arnold af als hertog van Gelre, zet hem gevangen en neemt zijn plaats in.

maart
- 25 - Mark van Baden wordt gekozen tot bisschop-elect van Luik ter vervanging van de verjaagde Lodewijk van Bourbon.

april
- 25 - Karel de Stoute krijgt van zijn zieke vader Filips de Goede het opperbevel over de Bourgondische troepen.

mei
- mei - Stichting van het Klooster Ter Apel.

juni
- 17 - In een associatieverdrag belooft Lodewijk XI van Frankrijk militaire steun en inspanning voor erkenning van Mark van Baden door de paus in ruil voor een aanval van Bourgondische gebieden door Luik. (zie ook Eerste Luikse Oorlog)

juli
- 16 - Slag bij Montlhéry: Onbesliste veldslag tussen Lodewijk XI van Frankrijk en de Ligue du Bien Public, een groep van edelen geleid door Karel de Stoute.

oktober
- 5 - Vrede van Conflans: Lodewijk XI is gedwongen toe te geven aan de eisen van Karel de Stoute en de edelen in de Ligue du Bien Public. Karel van Berry wordt hertog van Normandië.
- 20 - Slag bij Montenaken: De Luikenaars onder Raes van Heers worden verslagen door troepen onder bevel van Karel de Stoute.

november
- 28 - Ontevreden Boheemse edellieden vergaderen in Zelená Hora en besluiten tot een opstand tegen koning George van Podiebrad.

december
- 22 - Vrede van Sint-Truiden: De Luikenaars worden gedwongen prins-bisschop Lodewijk van Bourbon te erkennen. Luik wordt een Bourgondisch protectoraat.
- 23 - Het Verdrag van Caen wordt getekend door koning Lodewijk XI van Frankrijk en hertog Frans II van Bretagne.

zonder datum
- Sultan Abdalhaqq II wordt geëxecuteerd. Einde van de dynastie van de Meriniden.
- Oprichting van de Universitas Istropolitana in Bratislava.
- Het stoffelijk overschot van Georgios Gemistos Plethon wordt opgegraven en wordt van Mystras overgebracht naar Rimini en daar herbegraven in de kerk van San Francesco.
- Lambert van Monaco huwt Claudine Grimaldi.
- Het Topkapipaleis wordt in gebruik genomen. (jaartal bij benadering)

## Kunst

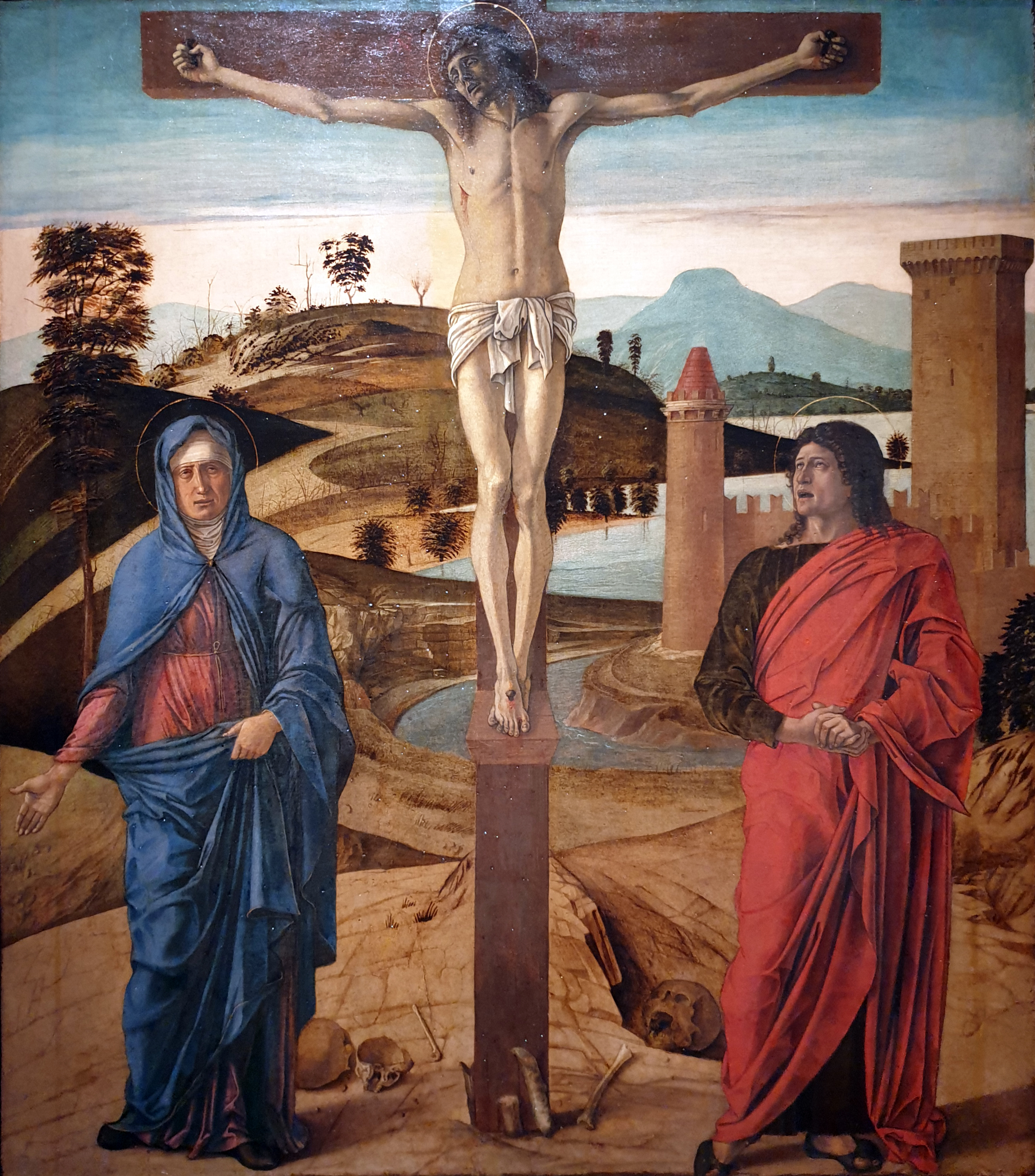
Giovanni Bellini: De kruisiging
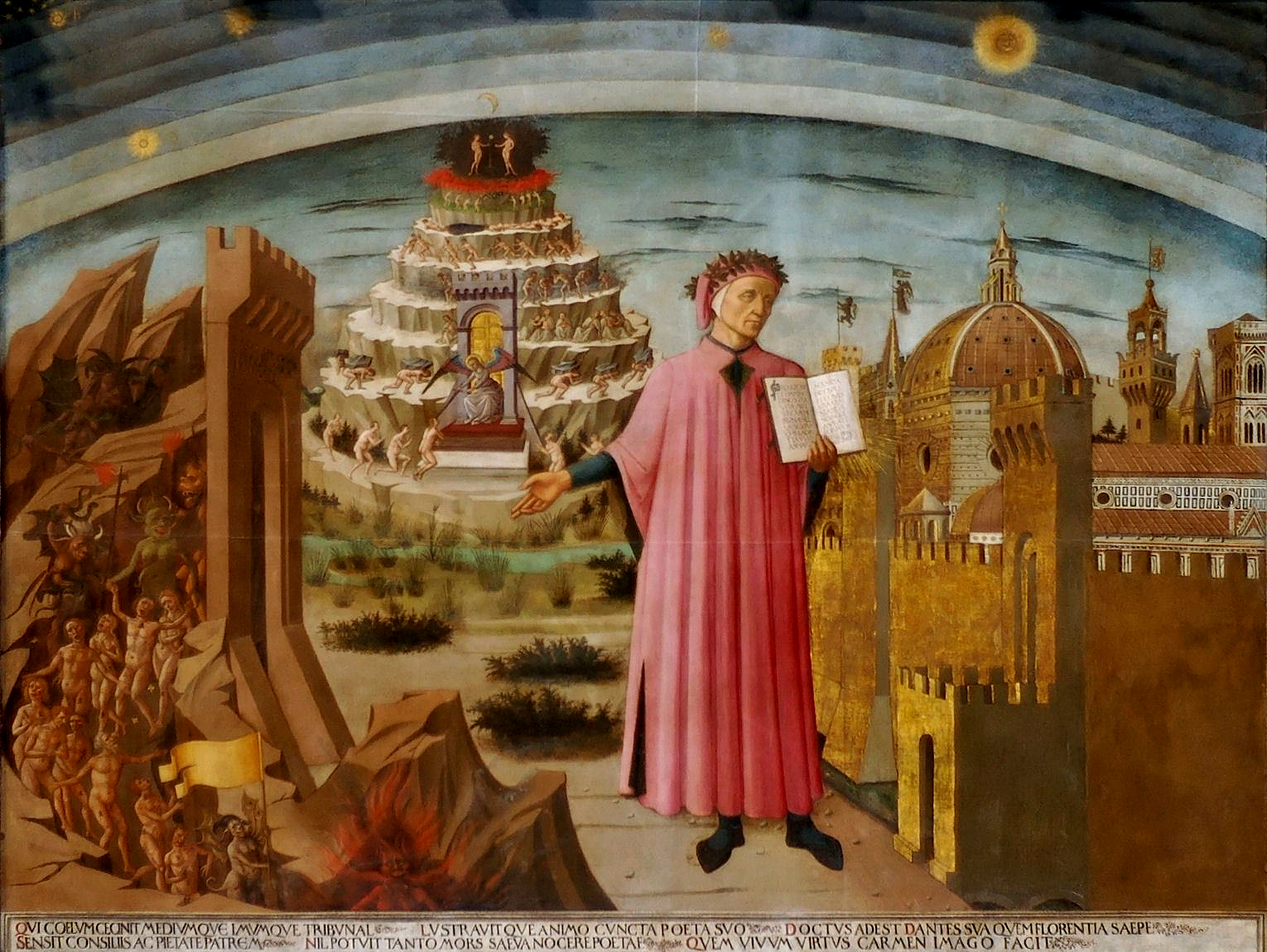
Domenico di Michelino: Dante met zijn gedicht
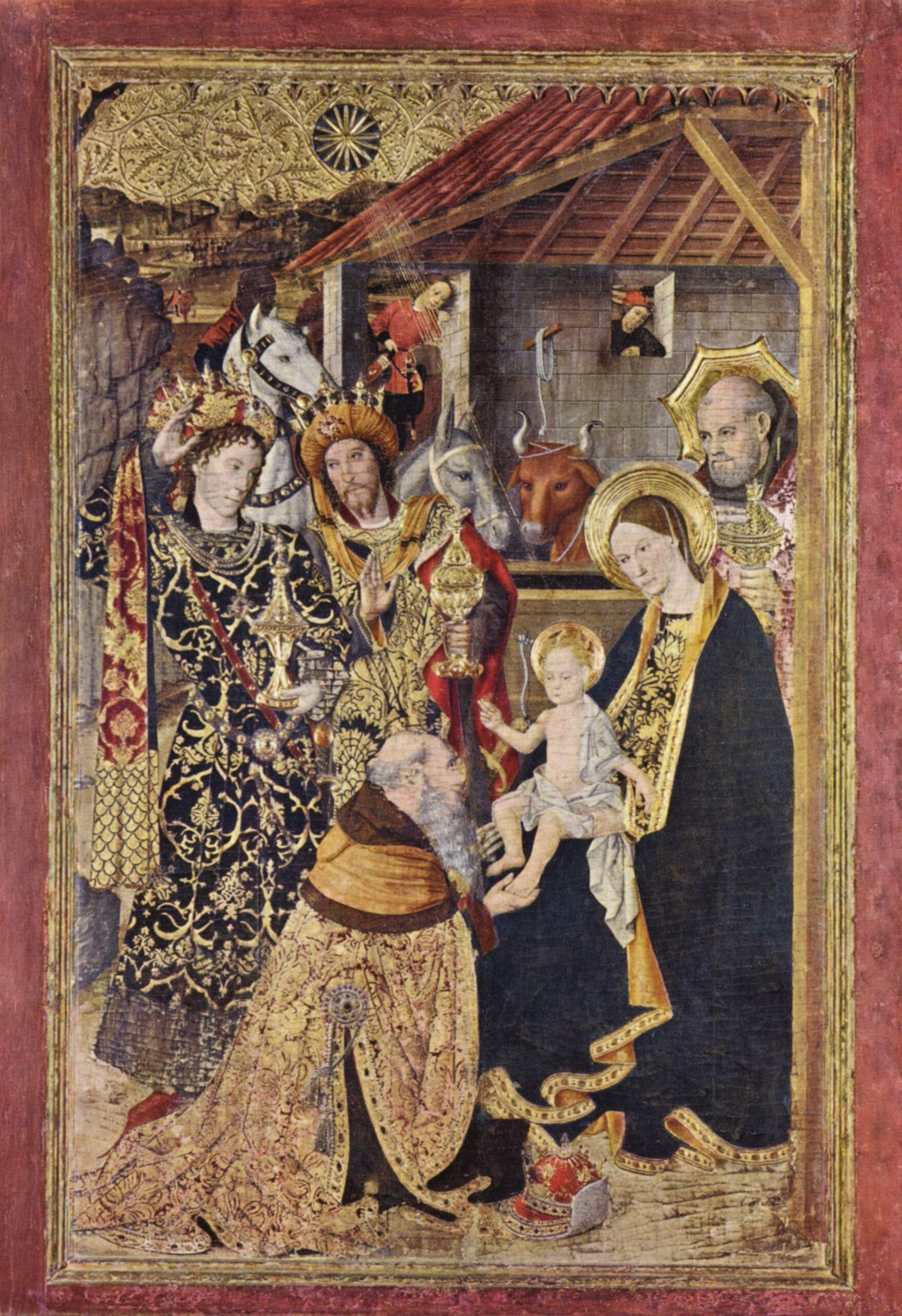
Jaume Huguet: Retabel van de Aanbidding
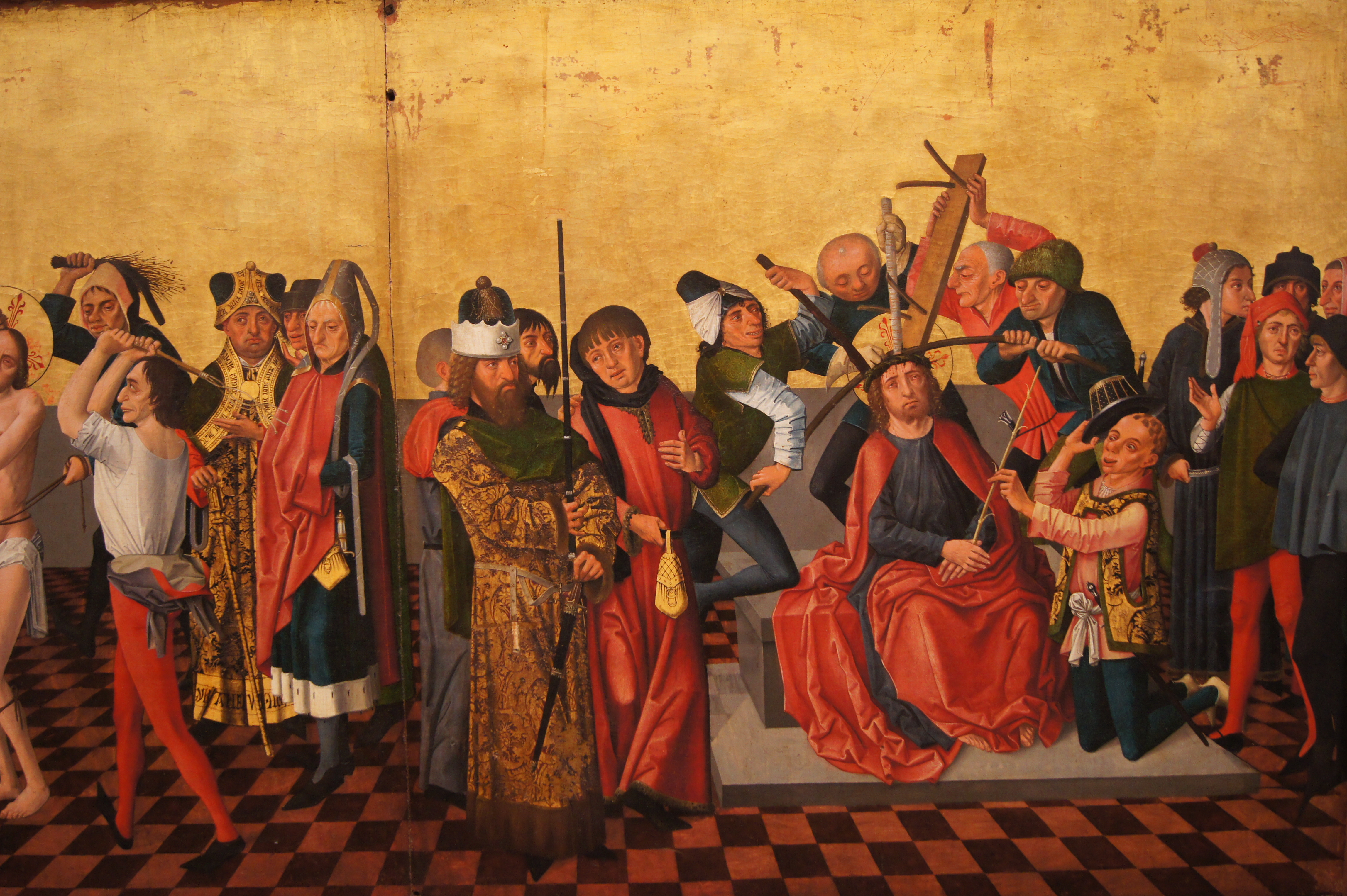
Caspar Isenmann: Altaarstuk van Colmar
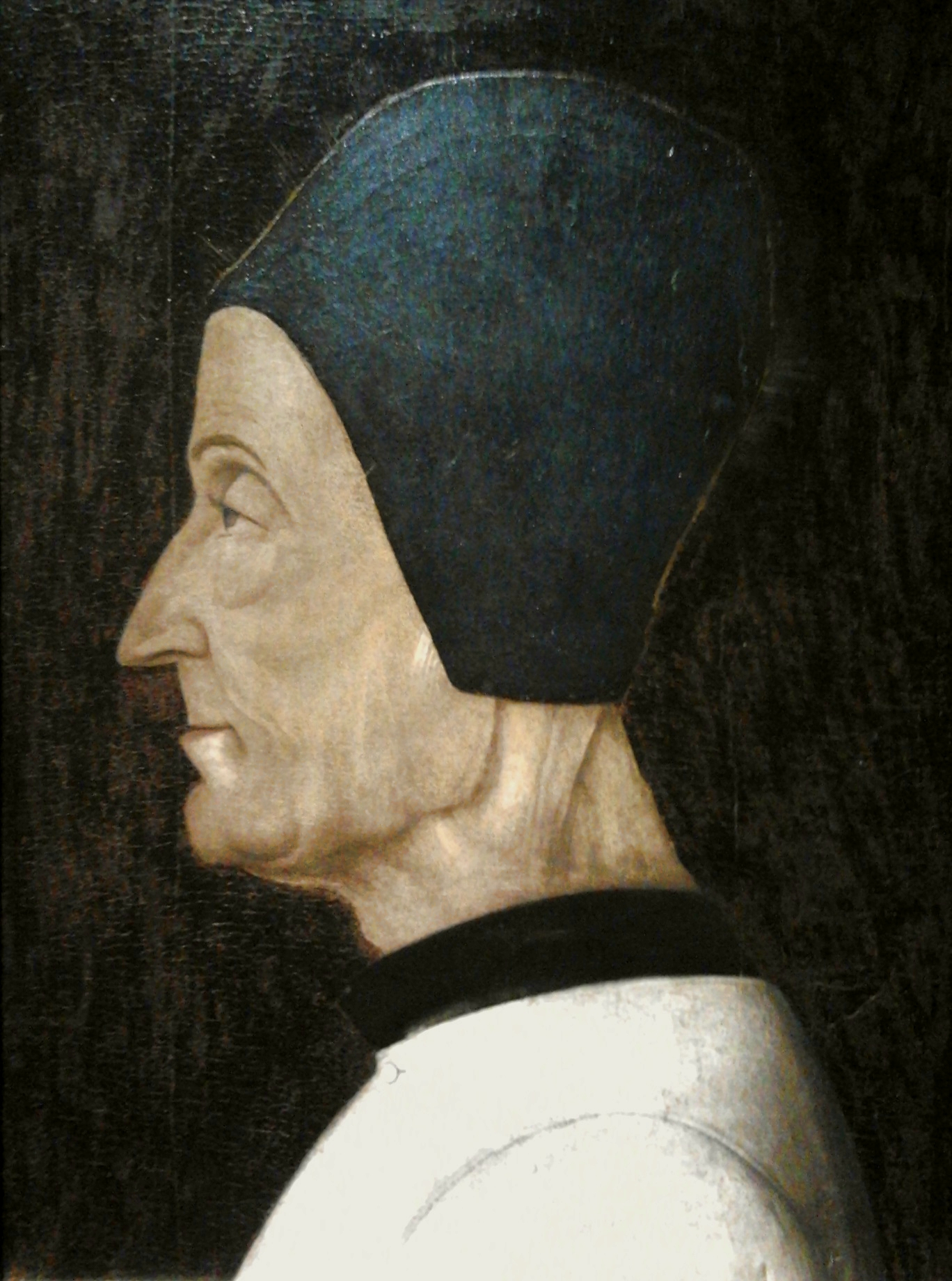
Gentile Bellini: Portret van Lorenzo Giustiniani

## Opvolging
- Dominicanen (magister-generaal) - Conradus de Asti opgevolgd door Marcial Auribelli
- Gelre - Arnold van Egmond opgevolgd door zijn zoon Adolf van Egmond.
- Henneberg-Römhild - Frederik I opgevolgd door George I
- Marokko - Abdalhaqq II opgevolgd door Muhammad ibn Imran
- Orléans en Valois - Karel opgevolgd door zijn zoon Lodewijk II
- Ratibor - Wenceslaus III opgevolgd door Jan V
- Regensburg - Ruprecht van Palts-Mosbach opgevolgd door Hendrik van Absberg
- Savoye - Lodewijk opgevolgd door zijn zoon Amadeus IX
- Sicilië (onderkoning) - Bernardo de Requesens opgevolgd door Lope Ximénez de Urrea y de Bardaixi
- Zweden - Karel VIII opgevolgd door Christiaan I van Denemarken

## Afbeeldingen

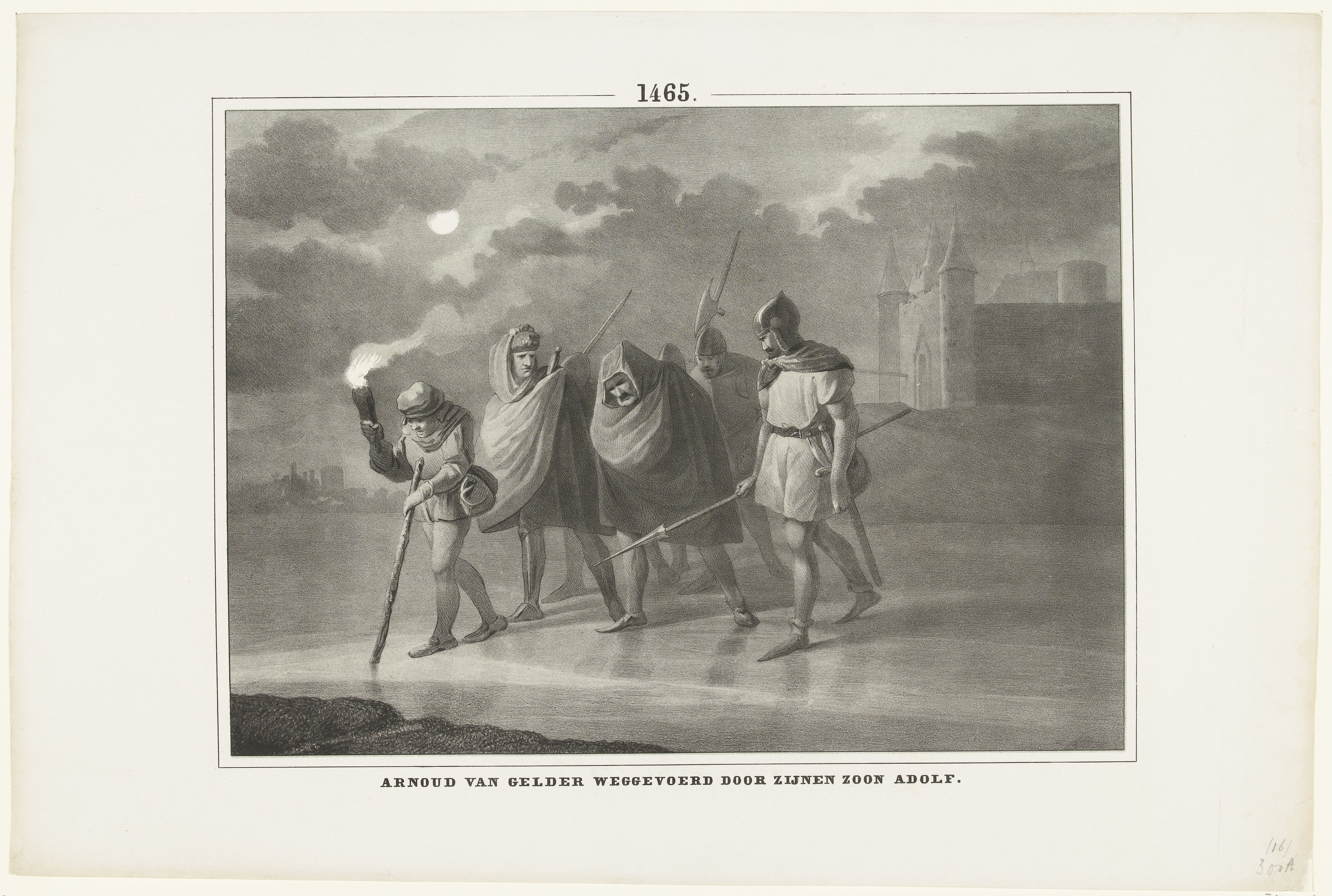
Adolf van Egmond neemt zijn vader, hertog Arnold van Egmond, gevangen
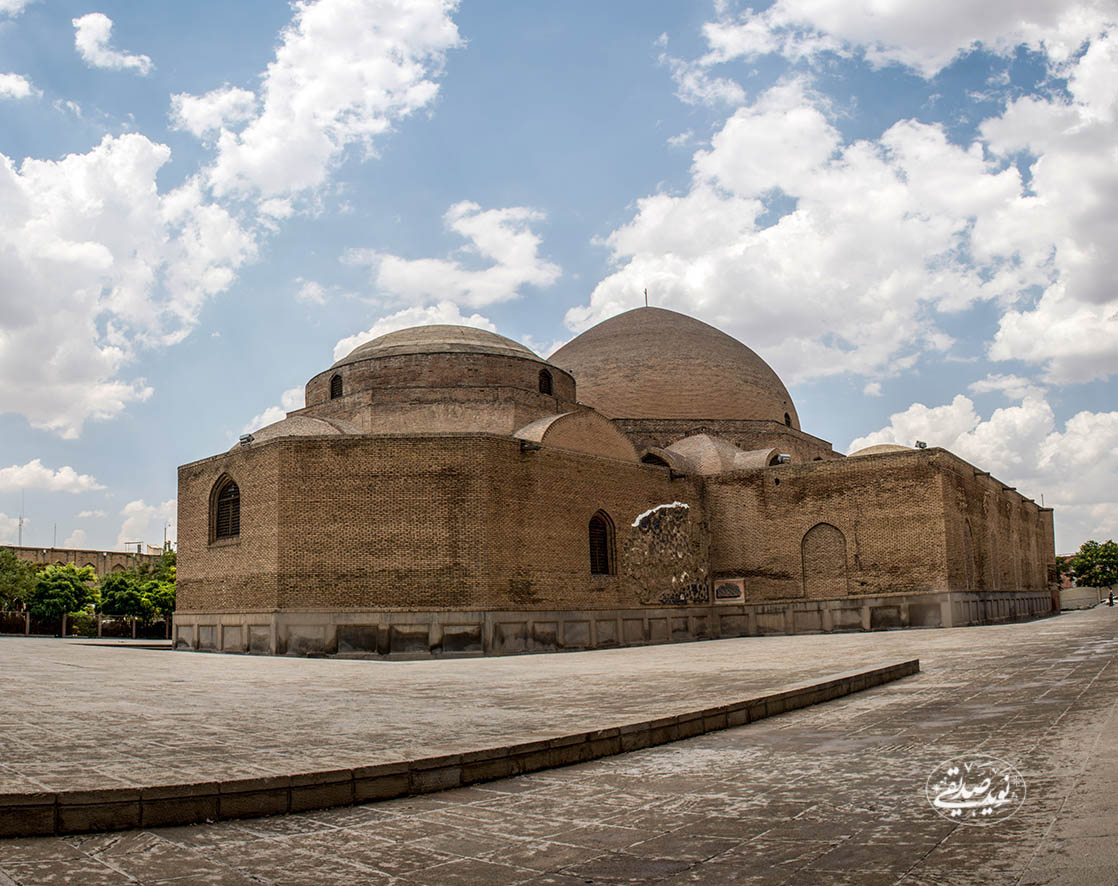
Blauwe moskee van Tabriz (gebouwd 1465, 20e-eeuwse reconstructie)
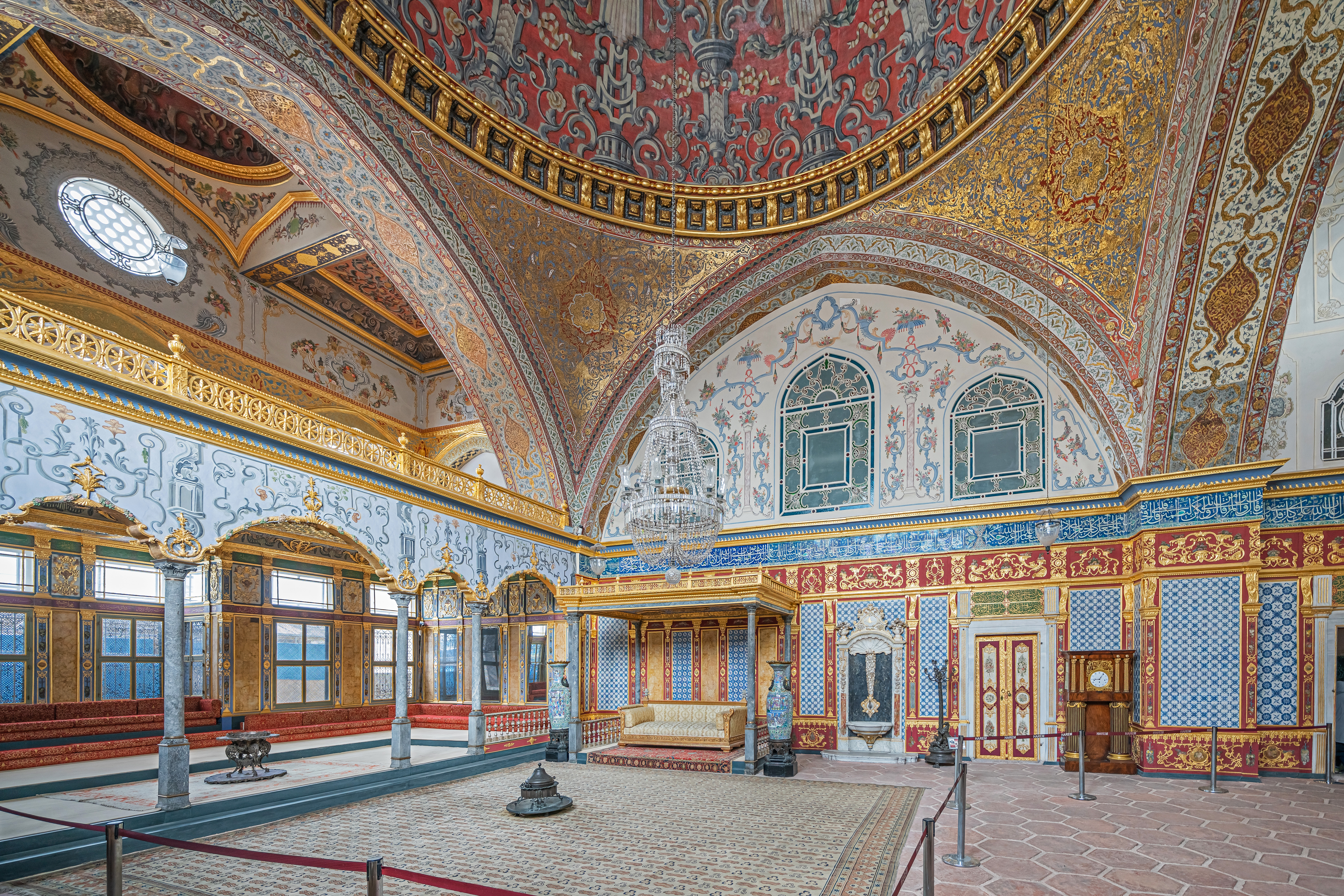
Topkapipaleis
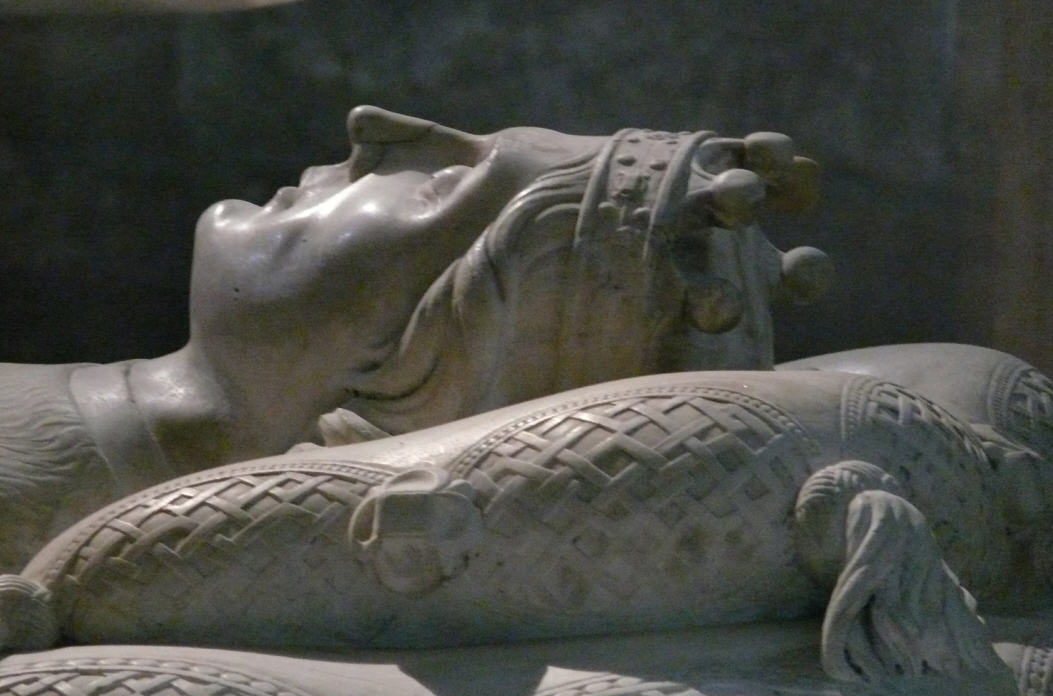
Karel van Orléans, overleden 1465

## Geboren
- 4 februari - Frans van Brederode, Hollands ridder (overleden 1490)
- 6 februari - Scipione del Ferro, Italiaans wiskundige (overleden 1526)
- 16 maart - Cunigonde van Oostenrijk, echtgenote van hertog Albrecht IV van Beieren (overleden 1520)
- 10 juni - Mercurino di Gattinara, Italiaans staatsman (overleden 1530)
- 7 augustus - Filibert I, hertog van Savoye 1472-1482 (overleden 1482)
- 14 oktober - Konrad Peutinger, Duits staatsman (overleden 1547)
- Hector Boece, Schots filosoof en historicus (overleden 1536)
- William Cornysh, Engels componist (overleden 1523)
- Paolo Cortesi, Romeins humanist
- Gumprecht I van Nieuwenaar-Alpen, Duits edelman
- Alonso de Ojeda, Spaans conquistador
- Ulrich Rülein von Calw, Duits geleerde
- Diego Velázquez de Cuéllar, Spaans conquistador
- Roeland van Moerkerke, Vlaams politicus
- Otto IX van Tecklenburg, Duits edelman
- Visunarat, koning van Lan Xang (1500-1520)
- Bramantino, Milanees schilder en architect (jaartal bij benadering)
- Everard van Doerne (16e eeuw), Nederlands edelman (jaartal bij benadering)
- Juan de Flandes, Spaans schilder (jaartal bij benadering)
- Dmitri Gerasimov, Russisch diplomaat (jaartal bij benadering)
- Francesco del Giocondo, Florentijns handelaar (jaartal bij benadering)
- Herman IV Hoen, Limburgs edelman (jaartal bij benadering)
- Gerard Horenbout, Vlaams schilder (jaartal bij benadering)
- Biernat van Lublin, Pools schrijver (jaartal bij benadering)
- Giovanni Mansueti, Venetiaans schilder (jaartal bij benadering)
- Philotheus van Pskov, Russisch geestelijke (jaartal bij benadering)
- Frans de Rycke, Vlaams rechtsgeleerde (jaartal bij benadering)
- Hans Suys, Nederlands orgelbouwer (jaartal bij benadering)
- Johann Tetzel, Duits aflaatprediker (jaartal bij benadering)
- Goswin van der Weyden, Brabants schilder (jaartal bij benadering)

## Overleden
- 5 januari - Karel van Orléans (70), Franse edelman
- 17 januari - Antoine de Baenst (~69), Vlaams edelman
- 29 januari - Lodewijk (51), hertog van Savoye (1439-1465)
- 20 maart - Maria Stuart (~36), Schots edelvrouw
- 12 mei - Thomas Palaiologos (~55), despoot van Morea (1428-1460) en titulair keizer van Byzantium
- 27 juli - Margaretha van Brandenburg (~55), Duits edelvrouw
- 11 augustus - Kettil Karlsson (~32), Zweeds geestelijke en staatsman
- 14 augustus - Abdalhaqq II (~46), sultan van Marokko (1420-1465)
- 25 september - Isabella van Bourbon (~29), echtgenote van Karel de Stoute
- 10 oktober - Ruprecht van Palts-Mosbach (27), Duits bisschop
- 25 november - Willem II van den Bergh (61), Brabants edelman
- 13 december - Agnese del Maino, maîtresse van Filippo Maria Visconti
- Jacob Adornes (~70), Vlaams politicus
- Muhammad al-Jazuli, Marokkaans religieus leider